# Республика (партия)
„Республика“ е политическа партия в Киргизстан. Тя е основана през 2010 година от Омурбек Бабанов, един от най-богатите хора в страната, който понастоящем (2013 г.) е неин председател. Отличава се от другите партии по това, че залага на етническото разнообразие на страната в платформата си, вместо на етнически национализъм. Един от известните ѝ членове е кикбоксьорът от конгоански произход Алене Офойо.
На изборите през 2010 година печели 13,12% от гласовете, което ѝ отрежда 23 места във Върховния съвет. През 2015 година участва в изборите в коалиция с Ата-журт и двете партии печелят 20% от гласовете и 28 места в парламента.